# Einsteinův princip relativity
Einsteinův princip relativity (též speciální princip relativity) je fyzikální princip, který říká, že fyzikální zákony jsou stejné ve všech inerciálních vztažných soustavách.
V rámci speciální teorie relativity je tento princip relativity vyjádřen postulátem:
- Ve všech inerciálních vztažných soustavách probíhají fyzikální děje stejně (platí pro ně stejné fyzikální zákony).

Na základě tohoto principu ve speciální teorii relativity při transformaci souřadnic (poloha a čas) mezi různými inerciálními vztažnými soustavami musí být zachován tvar fyzikálních zákonů.

## Lorentzova transformace
V době vzniku speciální teorie relativity se nabízely dvě možnosti univerzální transformace polohy a času. Galileovy transformace byly empiricky ověřeny pro zákony tehdejší mechaniky, Lorentzova transformace zachovávala zákony Maxwellovy elektrodynamiky. Na základě pokusů (např. Michelsonův–Morleyův experiment) byl v Einsteinově speciální teorii relativity princip relativity doplněn druhým postulátem - principem konstantní rychlosti světla:  
- Rychlost světla je ve všech inerciálních vztažných soustavách stejná.

Z obou principů pak přirozeně vyplývá Lorentzova transformace.
Lorentzova transformace z jedné vztažné soustavy (souřadnice x, y, z, čas t) do druhé soustavy (souřadnice x' , y' , z' , čas t' ), která se vzhledem k první pohybuje stálou rychlostí v přímočaře ve směru osy x, lze zapsat vztahy:
{\displaystyle x'={\frac {x-v\cdot t}{\sqrt {1-{\frac {v^{2}}{c^{2}}}}}}}
{\displaystyle y'=y}
{\displaystyle z'=z}
{\displaystyle t'={\frac {t-{\frac {v\cdot x}{c^{2}}}}{\sqrt {1-{\frac {v^{2}}{c^{2}}}}}}}

## Důsledky
Principům speciální teorie relativity dobře vyhovovaly zákony elektromagnetismu, teorie nabídla přirozené vysvětlení pro magnetismus jako relativistický důsledek elektrostatického působení.
Naopak dřívější představy o prostoru, čase a dynamice bylo nutno přehodnotit. 
Z principů speciální teorie relativity plyne, že čas je relativní, tzn. neplyne ve všech soustavách stejně (tzv. dilatace času). Také délka (vzdálenost) je rovněž relativní, tedy v různých soustavách mohou mít rozměry stejného tělesa jinou hodnotu (tzv. kontrakce délky). 
Z hlediska dynamiky se objevuje závislost hmotnosti na rychlosti pohybu. 
Jedním z důležitých důsledků tohoto principu je ekvivalence energie E a hmotností m podle vztahu E = m.c2 , kde c je rychlost světla.
Pro pohyby, jejichž rychlost je zanedbatelná vzhledem k rychlosti světla, vyhovuje jednodušší Galileiho princip relativity.
Rozšíření speciálního principu relativity i na neinerciální soustavy poskytuje obecný princip relativity.